# Swietłogorsk II
Swietłogorsk II (ros. Светлогорск-II) – czołowy przystanek kolejowy w Swietłogorsku, w obwodzie królewieckim, w Rosji. Obsługiwany przez pociągi pasażerskie z Królewca, Zielenogradska i Pionierskij.

## Historia
Stacja została otwarta w dniu 6 maja 1906. Pierwotnie nazywana Rauschen-Düne.
W 1975 roku został wybudowany nowy budynek dworca, który został ozdobiony trójwymiarowymi mozaikami w stylu socrealizmu wykonanymi przez Nikołaja Frołowa, Olega Atroszenko i Alberta Szestakowa – ci artyści są też autorami słynnej mozaiki „Zegar słoneczny” na Swietłogorskim deptaku. W 1976 roku, linia do stacji Swietłogorsk-2 została zelektryfikowana. 17 lipca 2006 Kolej Kaliningradzka rozpoczęła przebudowę dworca, podczas której zbudowano nowy budynek dworca z poczekalnią na 150 miejsc oraz barem z przekąskami. Zmodernizowano także perony. Wybudowano wiaty, ławki oraz nowe ogrodzenie, a przed wejściem na perony zainstalowano bramki wejściowe.

## Galeria

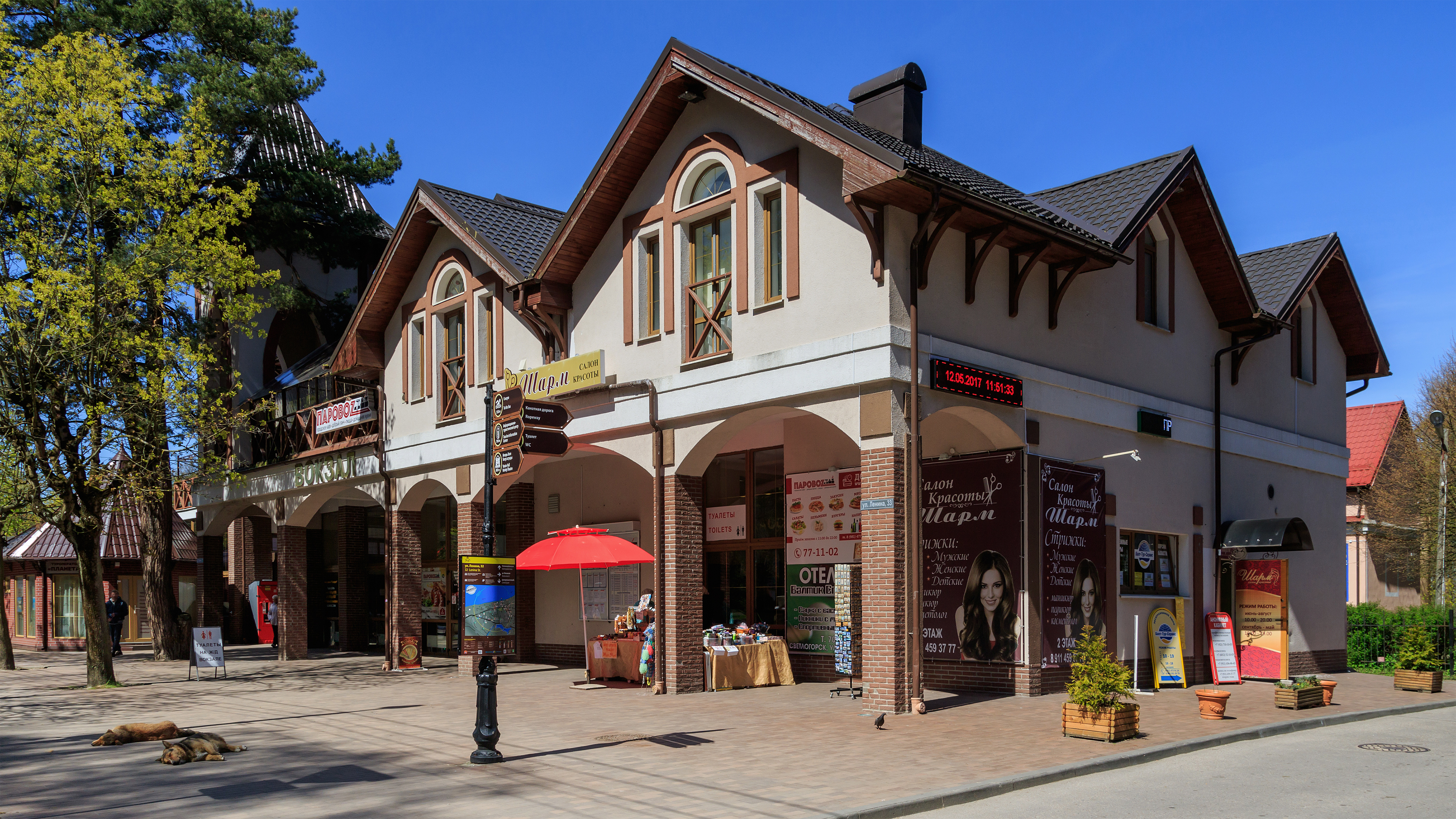
Nowy dworzec Swietłogorsk II
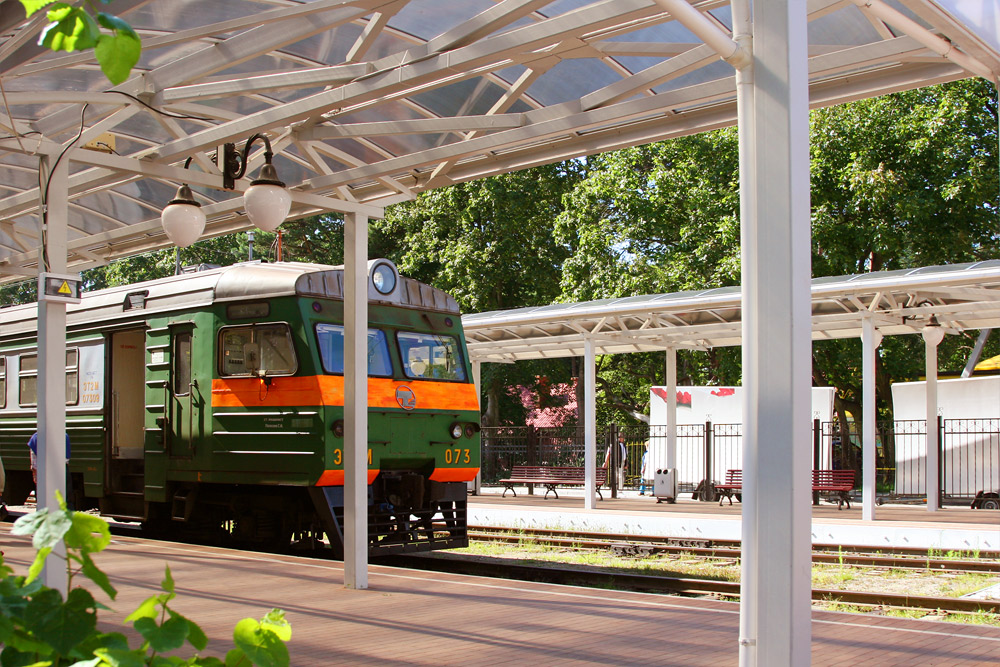
Nowe perony